# Graptodytes granularis
Graptodytes granularis là một loài bọ cánh cứng trong họ Bọ nước. Loài này được Linnaeus miêu tả khoa học năm 1767.